# 富士康工業互聯網
富士康工業互聯網 （簡稱：工業富聯，上交所：601138）是鴻海集團旗下子公司，主要從事生產通信網絡設備、雲服務設備、精密工具及工業機械人。

## 历史
2021年3月，配合鴻海、MIH搶攻電動車，工業富聯三路並進，正式跨足新能源電動車核心零部件的高端製造領域。
2018年6月8日，富士康工業互聯網進行公開招股，發行價為每股13.77元人民幣，集資271億元人民幣。

## 外部連結
- 富士康工業互聯網 （页面存档备份，存于）（简体中文）